# Bütschwil-Ganterschwil
Bütschwil-Ganterschwil é uma comuna da Suíça, situada no distrito de See-Gaster, no cantão de São Galo. Tem 21,80 km² de área e sua população em 2018 foi estimada em 4.875 habitantes.
Foi criada em 1 de janeiro de 2013, a partir da fusão das antigas comunas de Bütschwil e Ganterschwil.